# デニール
デニール（denier, 記号:D）は、物象の状態の量の一つである繊度、つまり糸や繊維の太さの計量単位である。
「太さ」は長さの次元を持つので、メートルを用いて表記するのが標準的である。しかし、糸は非常に細くかつ柔かいので、計測が困難である。そこで、一定の長さの糸・繊維の質量によって太さを表すということが行われる。すなわち、糸の材質を決めれば密度（＝質量/(長さ×断面積)）は一定であるので、長さを一定にすれば断面積の違いだけが残るということである。
デニールの定義は上記の考え方によっており、計量法上の定義は、「キログラム毎メートルの九百万分の一」である。これはグラム毎メートル（g/m）の9000分の1に当たるので、9000メートルの糸の質量をグラムで表したものがデニール値となる。例えば、長さ9000メートルの糸の質量が150グラムの場合は 150 デニールである。これに対して9000メートル75グラムの場合は 75デニールとなり、150デニールよりも細い糸である。 
繊度は、計量法では、法律的にその使用を規制すべきほど確立された物象の状態の量ではないとされている（法定計量単位#確立された計量単位のない17の物象の状態の量）ため、取引又は証明への使用及び計量器に対する規制の対象外である。
絹などの生糸やレーヨン、ナイロンなど合成繊維の太さを表すのに用いられる。単位の名称は、フランス語の貨幣denier（ドゥニエ）に由来する。そもそもは、東洋の絹がローマのデナリウス銀貨の重さで取引されていたことに由来する。
デニールの単位記号は、「D」である。屈折度の単位であるディオプトリの単位記号も全く同一の「D」である（「Dptr」の記号もある。）ので、紛らわしい。

## テクス
計量単位規則は、繊度の単位として、デニールと共に「テクス」を定めている（計量法上の計量単位名称は、「テクス」であるが、一般には「テックス」の語も用いられる）。その定義は、「キログラム毎メートルの百万分の一」である。つまり、テクスはデニールの1/9倍である。
JIS L0101-1978（テックス方式）では、「1000メートル当たり1グラムの糸の太さ」としてテックスを定めている。また、0.1111倍をデニールからの換算式としているが、デニールからの換算では比較的数字の近いデシテクスを使用することが多い（例 50デニール → 56デシテクス）。
テクスの単位記号は、「tex」である。これは、textile（英語で織物、布の意味）に由来する。補助単位として他にキロテクス(ktex)、デシテクス(dtex)、ミリテクス(mtex)が定められている。